# تپه ایران یازی بزرگ
تپه ایران یازی بزرگ مربوط به دوران‌های تاریخی پس از اسلام است و در شهرستان آبیک، روستای عبدل آباد واقع شده و این اثر در تاریخ ۱۷ اسفند ۱۳۸۱ با شمارهٔ ثبت ۷۶۸۲ به‌عنوان یکی از آثار ملی ایران به ثبت رسیده است.